# Hem

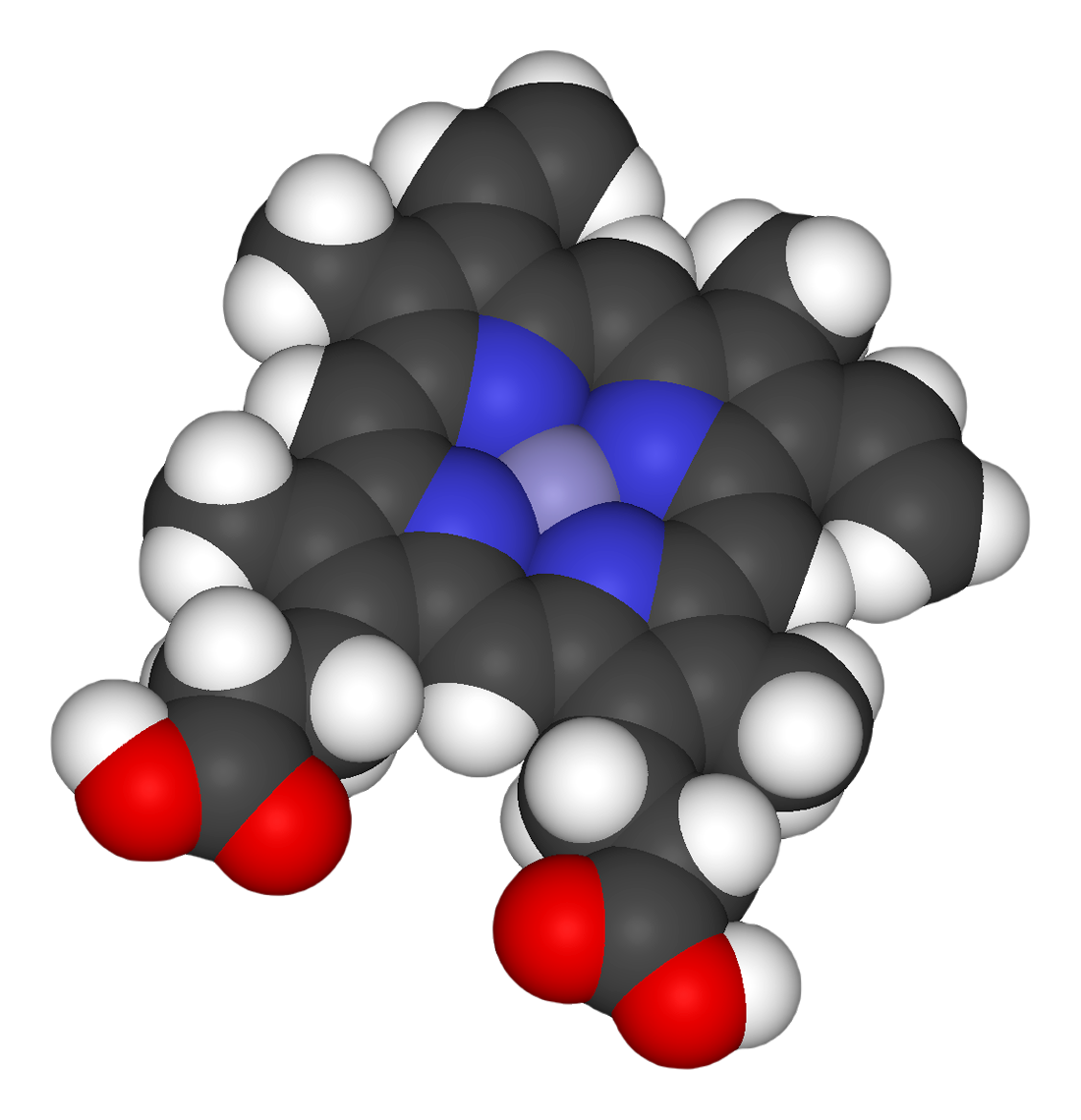
Mô hình đầy không gian của heme B, với sắt xám, nitơ xanh, cacbon đen, hydro trắng, oxy đỏ

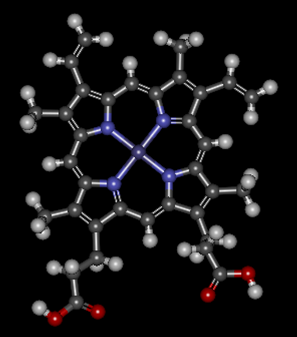
Mô hình quả bóng và que của heme B

Heme hay haem (tiếng Hy Lạp: αἷμα haima có nghĩa là máu) là một đồng nguyên bao gồm một Fe2 + (màu) ion chứa ở trung tâm của một hợp chất hữu cơ vòng hợp kim macrocycle gọi là porphyrin, được tạo thành từ bốn nhóm pyrrolic kết nối với nhau bằng các cây cầu methine. Không phải tất cả các porfyrin đều chứa sắt, nhưng một phần lớn các hợp chất chứa porfyrin có heme như là nhóm giả của chúng; Chúng được gọi là các hemoprotein. Các chế phẩm được biết đến nhiều nhất là các thành phần của hemoglobin, chất màu đỏ trong máu, nhưng cũng được tìm thấy trong một số các hemoprotein quan trọng khác về mặt sinh học như myoglobin, cytochrome, catalase, heme peroxidase, và endothelial nitric oxide synthase.

## Chức năng

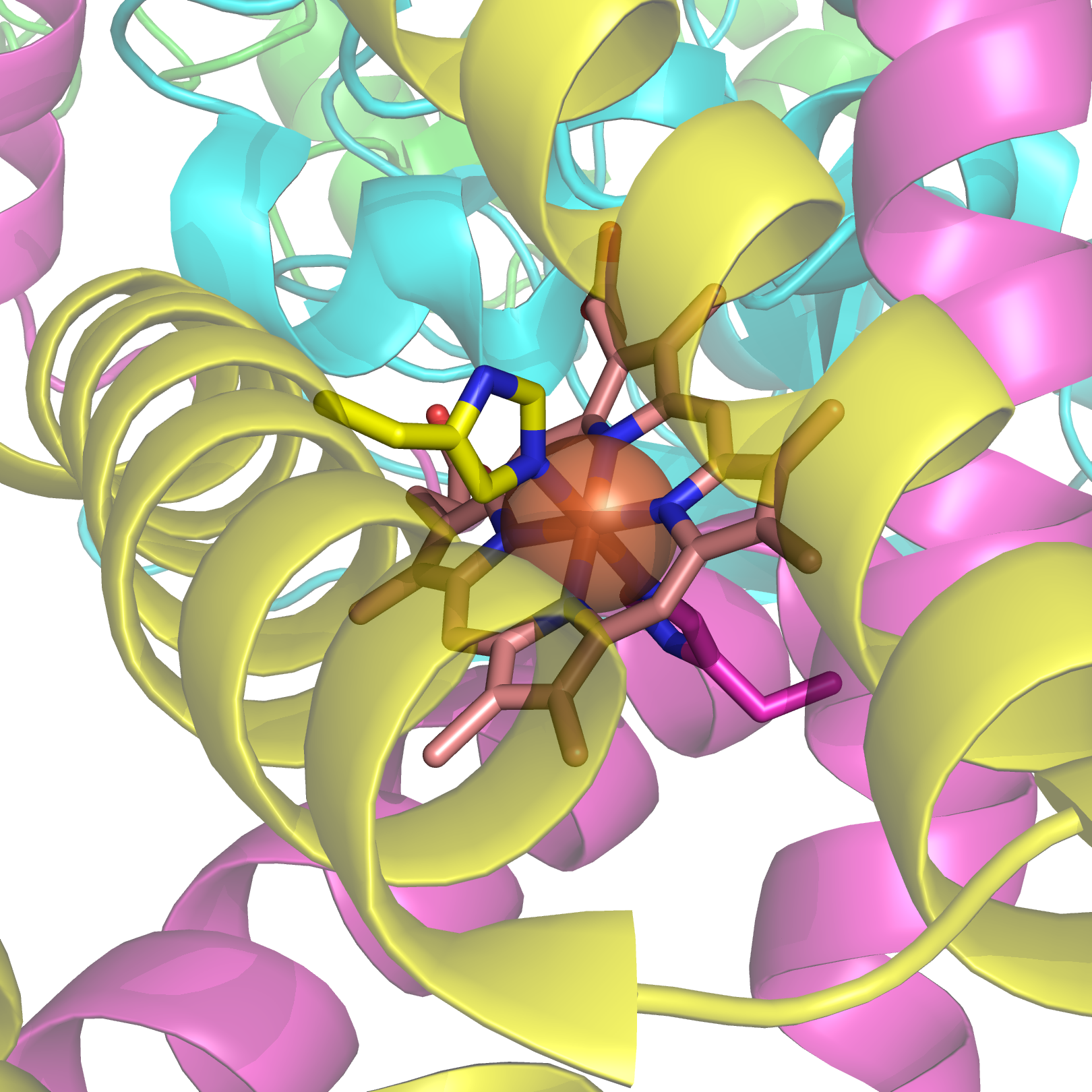
Nhóm heme succinate dehydrogenase gắn với histidine, một chất mang điện tử trong chuỗi chuyển tiếp điện tử ty thể. Kiểu bán trong suốt lớn cho thấy vị trí của ion sắt. Từ.

Hemoprotein có các chức năng sinh học khác nhau bao gồm vận chuyển khí lưỡng nguyên tử, xúc tác hóa học, phát hiện khí lưỡng nguyên tử, và chuyển electron. Chất sắt heme đóng vai trò là nguồn hoặc chỗ thoát các electron trong quá trình chuyển electron hay phương trình oxi hoá khử. Trong phản ứng peroxidase, phân tử porphyrin cũng đóng vai trò như một nguồn điện tử. Trong quá trình vận chuyển hoặc phát hiện khí lưỡng nguyên tử, khí sẽ liên kết với sắt heme. Trong quá trình phát hiện khí lưỡng nguyên tử, sự kết hợp của chất phối tử khí với sắt heme tạo ra sự thay đổi cấu trúc trong protein xung quanh. Nói chung, khí diatomic chỉ liên kết với heme giảm, như sắt Fe (II), trong khi hầu hết các chu trình peroxidases giữa Fe (III) và Fe (IV) và các hợp chất hemeprotein liên quan đến redox ty thể, oxy hóa giảm, chu kỳ giữa Fe (II) và Fe (III).
Người ta đã suy đoán rằng chức năng tiến hóa ban đầu của các hemoprotein đã được chuyển đổi bằng electron trong các quá trình quang hợp dựa trên lưu huỳnh nguyên thủy trong các sinh vật giống cyanobacteria của tổ tiên trước khi xuất hiện oxy phân tử.
Hemoprotein đạt được sự đa dạng chức năng vượt trội của chúng bằng cách sửa đổi môi trường của macroce heme trong ma trận protein. Ví dụ, khả năng của hemoglobin có hiệu quả cung cấp oxy cho các mô là do dư lượng amino acid cụ thể nằm gần phân tử heme. Hemoglobin có thể đảo ngược oxy trong oxy khi pH cao, và nồng độ cácbon dioxide thấp. Khi tình hình đảo ngược (độ pH thấp và nồng độ carbon dioxide cao), hemoglobin sẽ giải phóng oxy vào các mô. Hiện tượng này cho thấy mối liên hệ oxy của hemoglobin với tỷ lệ nghịch với cả axit và nồng độ của carbon dioxide, được gọi là hiệu ứng Bohr. Cơ chế phân tử đằng sau hiệu ứng này là tổ chức steric của chuỗi globin; Một lượng histidine, nằm cạnh nhóm heme, trở nên tích điện tích trong các điều kiện axit (do CO2 bị giải phóng trong các cơ đang hoạt động, v.v..) giải phóng oxy từ nhóm heme.